# Cyrtodactylus elok
Espèce
Cyrtodactylus elok est une espèce de geckos de la famille des Gekkonidae.

## Répartition
Cette espèce est endémique de Malaisie. Elle se rencontre au Terengganu, au Pahang et au Negeri Sembilan.

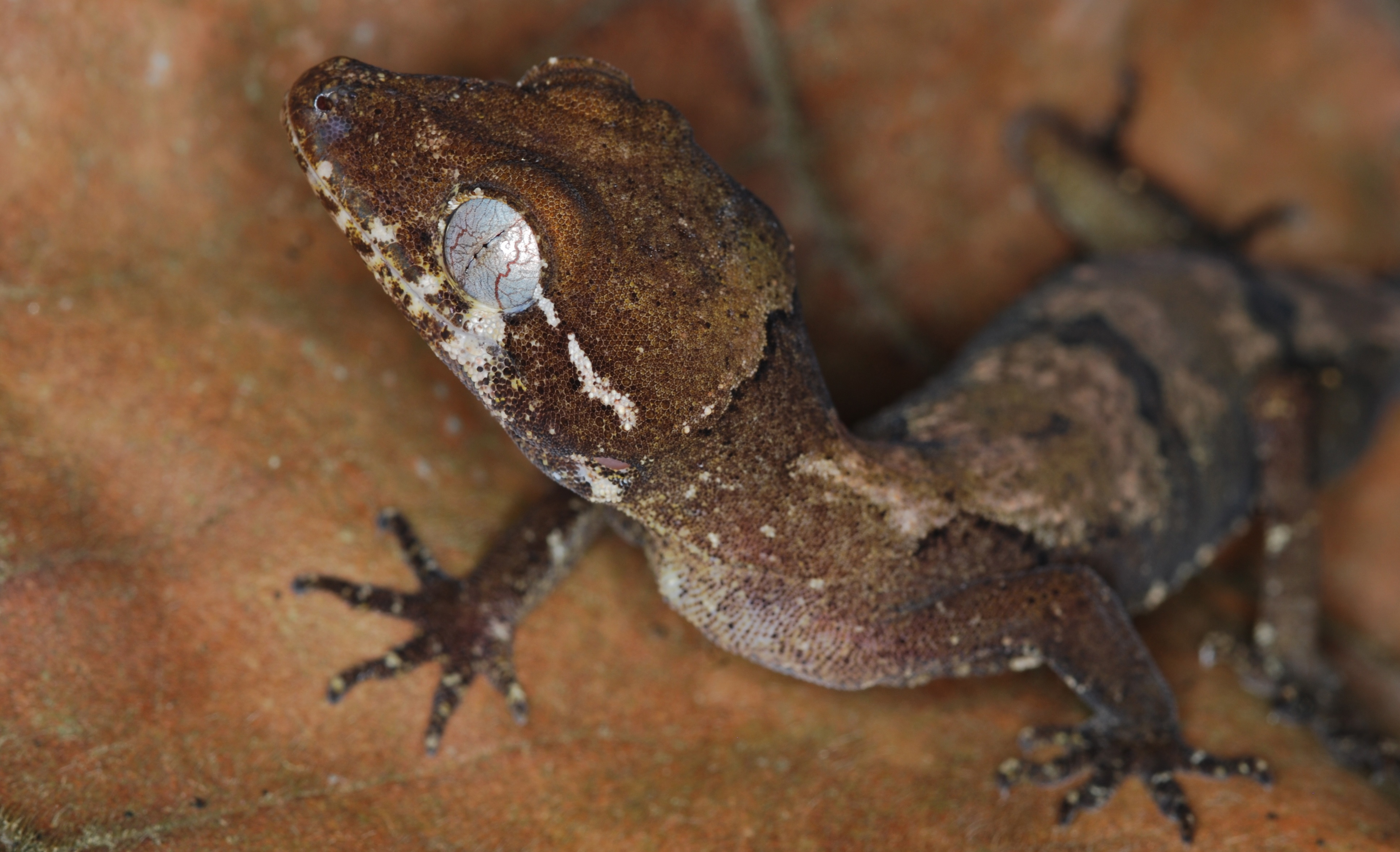

## Publication originale
- Dring, 1979 : Amphibians and reptiles from northern Trengganu, Malaysia, with descriptions of two new geckos: Cnemaspis and Cyrtodactylus. Bulletin British Museum of Natural History (Zoology), vol. 34, no 5, p. 181-241 (texte intégral).